# Cacique
Kasik ili kasika (šp. cacique, f. cacica) je titula poglavice kod predhispanskih Taíno Indijanaca u Antilskoj Americi koji ima ovlast nad područjem koje se naziva cacicazgo. Riječ kasnije ulazi u španjolski jezik gdje označava poglavicu kod Indijanaca ili boss-a, lokalnog političkog vođu, šefa u Latinskoj Americi, te od nje nastaje kasikizam (šp. caciquismo, eng. caciquism u značenju bosizma (eng. bossism)).

## Popis poznatih kasika s Antila
Abey; Acanorex; Agüeybaná i Agüeybaná II; Amanex; Anacaona (kasika); Aramaná; Aramoca; Arasibo (po njemu je zvjezdarnica Arecibo dobila ime); Aymamón; Ayraguay; Ayamuynuex; Bagnamanay; Biautex; Bojékio; Brizuela; Cacimar; Caguax (imenovan grad Caguas na Portoriku); Caguax (s Kube); Canóbana; Caonabo; Caracamisa; Casiguaya (kasika), žena Guamova. Uhvaćena je 1521. pa se objesila; Cayacoa; Comerío, sim Caguaxov; Cotubanami; Dagüao; Doña Ines, majka Agüeybaná i Agüeybaná II, koju je pokrstio Juan Ponce de León; Doña María, kći Bagnamanayeva; Enriquillo; Guababo; Guacabo; Guacanagari; Guaicaba; Guamá; Guamá (s Haitija); Güamaní; Guaora; Güaraca; Guarionex; Guatiguaná; Guayaney; Habaguanex; Hatuey; Haübey; Hayuya; Imotonex; lguanamá (kasika); Inamoca; Jacaguax; Jaragua; Jibacoa; Jumacao, po njemu je imanovan grad Humacao na Portoriku; Loquillo; Mabó; Mabodomaca; Macuya; Majagua; Majúbiatibirí; Manatiguahuraguana; Maniquatex; Manicatoex; Maragüay; Naguabo; Nibagua; Orocobix; Urayoán; Yacahüey; Yahíma, kći kasika Jibacoa s Kube; Yaureibo; Yuisa (Luisa), kasika; Yuquibo.